# Adaílton (football, 1983)
Pour les articles homonymes, voir Adaílton.
Adaílton José dos Santos Filho, couramment appelé Adaílton, un footballeur brésilien né le 16 avril 1983 à Salvador de Bahia. Il évolue au poste de défenseur central.

## Biographie
En 2003, il est champion du monde junior avec l'équipe du Brésil, dont il est le capitaine.
Après une bonne saison avec Vitória, il s'engage avec le Stade rennais où il joue plus de cinquante matchs en l'espace de deux saisons et demie. En 2006, il se blesse et perd sa place de titulaire. N'entrant pas dans les plans du nouvel entraîneur Pierre Dréossi, il retourne au Brésil, au Santos FC. 
En janvier 2010, le LOSC Lille se renseigne à son sujet, mais il signe au FC Sion, avec lequel il remporte la Coupe de Suisse. À l'été 2012, il signe pour le club chinois de Henan Jianye.
En 2013, il retourne à Sion.
Le 30 décembre 2014, après avoir résilié son contrat avec le club de Bahia qu'il avait rejoint six mois plus tôt, il s'engage avec le Fire de Chicago aux États-Unis.

## Statistiques
| Saison                | Club                  | Championnat           | Championnat | Championnat | Coupe nationale | Coupe nationale | Coupe de la Ligue | Coupe de la Ligue | Compétition(s) continentale(s) | Compétition(s) continentale(s) | Compétition(s) continentale(s) | Total | Total |
| Saison                | Club                  | Division              | M.          | B.          | M.              | B.              | M.                | B.                | Comp.                          | M.                             | B.                             | M.    | B.    |
| 2003                  | EC Vitória            | D1                    | 28          | 4           | 0               | 0               | -                 | -                 | -                              | -                              | -                              | 28    | 4     |
| 2004                  | EC Vitória            | D1                    | 9           | 0           | 9               | 1               | -                 | -                 | -                              | -                              | -                              | 18    | 1     |
| 2004-2005             | Stade rennais FC      | D1                    | 24          | 0           | 3               | 0               | 1                 | 0                 | -                              | -                              | -                              | 28    | 0     |
| 2005-2006             | Stade rennais FC      | D1                    | 19          | 0           | 2               | 0               | 0                 | 0                 | C3                             | 6                              | 0                              | 27    | 0     |
| 2006-2007             | Stade rennais FC      | D1                    | 0           | 0           | 0               | 0               | 0                 | 0                 | -                              | -                              | -                              | 0     | 0     |
| 2007                  | Santos FC             | D1                    | 26          | 1           | 13              | 1               | -                 | -                 | CL                             | 13                             | 1                              | 52    | 3     |
| 2008                  | Santos FC             | D1                    | 7           | 0           | 0               | 0               | -                 | -                 | CL                             | 1                              | 0                              | 8     | 0     |
| 2009                  | Santos FC             | D1                    | 7           | 0           | 0               | 0               | -                 | -                 | -                              | -                              | -                              | 7     | 0     |
| 2009-2010             | FC Sion               | D1                    | 9           | 0           | 0               | 0               | -                 | -                 | -                              | -                              | -                              | 9     | 0     |
| 2010-2011             | FC Sion               | D1                    | 30          | 2           | 5               | 0               | -                 | -                 | -                              | -                              | -                              | 35    | 2     |
| 2011-2012             | FC Sion               | D1                    | 27          | 1           | 5               | 0               | -                 | -                 | C3                             | 2                              | 0                              | 34    | 1     |
| 2012                  | Henan Jianye          | D1                    | 15          | 0           | 0               | 0               | -                 | -                 | -                              | -                              | -                              | 15    | 0     |
| 2012-2013             | FC Sion               | D1                    | 14          | 0           | 2               | 0               | -                 | -                 | -                              | -                              | -                              | 16    | 0     |
| 2013-2014             | FC Chiasso (prêt)     | D2                    | 26          | 2           | 1               | 0               | -                 | -                 | -                              | -                              | -                              | 27    | 2     |
| 2014                  | EC Bahia              | D1                    | 3           | 0           | 1               | 0               | -                 | -                 | -                              | -                              | -                              | 4     | 0     |
| 2015                  | Chicago Fire          | MLS                   | 17          | 1           | 3               | 0               | -                 | -                 | -                              | -                              | -                              | 20    | 1     |
| 2016                  | Miami FC              | NASL                  | 16          | 0           | 1               | 0               | -                 | -                 | -                              | -                              | -                              | 17    | 0     |
| Total sur la carrière | Total sur la carrière | Total sur la carrière | 277         | 11          | 45              | 2               | 1                 | 0                 | -                              | 22                             | 1                              | 345   | 14    |

## Palmarès
- Champion du monde junior en 2003 avec l'équipe du Brésil des moins de 20 ans.
- Vainqueur du championnat de l'État de Bahia : 1999, 2000, 2002 et 2003
- Vainqueur de la Coupe du Nordeste : 1999 et 2003
- Vainqueur de la Coupe de Suisse : 2011 avec le FC Sion